# Virus Papilloma
Virus Papilloma (HPV) là một trong những loại virus phổ biến nhất trên thế giới, lây nhiễm cho hàng triệu người mỗi năm. Virus này có thể gây ra nhiều vấn đề sức khỏe, từ mụn cóc trên da đến các bệnh nghiêm trọng như ung thư cổ tử cung, ung thư vòm họng và một số loại ung thư khác.
Virus Papilloma có tính đặc hiệu cao đối với vật chủ và mô, hiếm khi lây truyền giữa các loài. Virus này chỉ nhân lên trong lớp tế bào đáy của các mô bề mặt cơ thể. Tất cả các loại virus Papilloma đã được xác định đều lây nhiễm vào một vị trí cụ thể trên cơ thể, thường là da hoặc biểu mô niêm mạc ở cơ quan sinh dục, hậu môn, miệng hoặc đường hô hấp.